# EY新日本有限責任監査法人
 EY新日本有限責任監査法人（イーワイしんにほんゆうげんせきにんかんさほうじん、英語: Ernst & Young ShinNihon LLC）は、日本の大手監査法人。4大会計事務所・アーンスト・アンド・ヤング（EY）の日本における統括法人EY Japanに属する。いわゆる「4大監査法人」の一つ。2008年（平成20年）7月1日、日本で最初の有限責任監査法人となった。

## 概要
海外の大手会計事務所を指す「Big4」の一つ、穏健派に属するアーンスト・アンド・ヤング・グローバル・リミテッド（EY）のメンバーファームである。
アーンスト・アンド・ヤングとしては日本を4大エリアの一つとして位置づけており、日本エリアはEYジャパン合同会社を中核として、監査業務を行う EY新日本有限責任監査法人の他、コンサルティング・アドバイザリー業務を行うEYアドバイザリー・アンド・コンサルティング株式会社、税務業務を行うEY税理士法人、トランザクション業務を行うEYトランザクション・アドバイザリー株式会社、法務サービスの提供を行うEY弁護士法人などのファームがあり、これらを併せてEY Japanと称する。
日本の他の4大監査法人と呼ばれる監査法人と同様に、監査手法は欧米で開発された監査システムプログラムの日本語版を採用しており、グローバルレベルの監査サービスを提供しているといわれる。

## 大口クライアント
有価証券報告書より、最近の監査報酬が1億円超のクライアントを列挙。
素材・エネルギー
ENEOSHD、JX金属、東レ、JFEHD、INPEX、日本製紙、大王製紙、日本軽金属HD、横浜ゴム、日本板硝子、YKK、石油資源開発、フコク、トーモク、TOTO、リンテック
医療・化学
三菱ケミカルHD、三井化学、アステラス製薬、信越化学工業、日本酸素HD、UBE、ライオン、デンカ、ポーラ・オルビスHD、ウルトラファブリクスHD、ロート製薬、塩野義製薬、チッソ、コーセー
食品・アグリ
明治HD、サッポロHD、コカ・コーラボトラーズジャパンHD、キユーピー、ニチレイ、ニッスイ
自動車・機械・部品・エレクトロニクス
日立製作所、日産自動車、富士通、IHI、いすゞ自動車、三菱自動車工業、富士電機、ヤマハ発動機、オリンパス、セイコーエプソン、日本精工、NTN、アルプスアルパイン、ヤマハ、DMG森精機、日立建機、アドバンテスト、フェローテックHD、安川電機、日本発条、ツバキ・ナカシマ、ウシオ電機、TPR、タムラ製作所、三浦工業、トピー工業、キッツ、マクセル、SMC、KOKUSAI ELECTRIC
不動産・建設・レジデンス
大和ハウス工業、飯田グループHD、三菱地所、東急不動産HD、積水ハウス、レオパレス21、大東建託、野村不動産HD、清水建設、インフロニアHD、大林組、麻生、長谷工コーポレーション、ヒューリック、住友林業、東京建物、三井住友建設、五洋建設、GA technologies、パーク24
物流・インフラ
東京電力HD、ロジスティード、西日本旅客鉄道、東急、JERA、西武HD、東北電力、電源開発、小田急電鉄、川崎汽船、京浜急行電鉄、北海道電力、北陸電力、西日本鉄道、SBSHD、京阪HD
生活・サービス
楽天グループ、リクルートHD、オンワードHD、メルカリ、ディー・エヌ・エー、スクウェア・エニックスHD、KADOKAWA、フリークアウトHD、ナガセ、オープンアップグループ
情報・通信
GMOインターネットグループ、TIS、野村総合研究所、フジ・メディアHD、デジタルガレージ、IMAGICA GROUP、東映、SHIFT、エムアップHD
卸売・小売・外食
丸紅、J.フロント リテイリング、三越伊勢丹HD、マクニカHD、バローHD、長瀬産業、日本マクドナルドHD、東邦HD、ダイワボウHD、マツキヨココカラ&カンパニー、アークス、アルコニックス、リテールパートナーズ、オプティマスグループ、エディオン、シナネンHD、TOKAIHD
金融・保険
みずほFG、野村HD、SOMPOHD、T&DHD、損害保険ジャパン、みずほ銀行、GMOフィナンシャルHD、ふくおかFG、オリエントコーポレーション、芙蓉総合リース、日本政策金融公庫、スルガ銀行、国際協力銀行、楽天カード、東京きらぼしFG、プロクレアHD、信金中央金庫、池田泉州HD、西日本フィナンシャルHD、GMOペイメントゲートウェイ、じもとHD、千葉銀行、フィデアHD、トモニHD

### 特徴
法人及びクライアントの特徴として以下の点が挙げられる。
- 外資とは提携しているものの、2019年まではEY内でも日本だけで独立した1つのグローバルエリアを構築していたほど日本的な体質が色濃く残る[注釈 1]。2010年代に入るまで部門間の融和が進まず、太田グループ・昭和グループなど前身事務所単位での組織構成がなされていたことは、あずさ監査法人（KPMG部門）の分離を促す要因にもなった。
- 企業グループの中では、芙蓉グループ・第一勧銀グループに圧倒的な強みがある。これは新日本監査法人の設立経緯がみずほ銀行の誕生に求められることと深いつながりがある（前身の富士銀行は太田昭和が、第一勧業銀行はセンチュリーが監査人）。他に三和グループをあずさと分け合う。
- 日本における公会計（パブリックセクター）制度の先駆者であり、PPPや各種民営化事業、財政健全化支援を強みとする。
- どの分野にも万遍なくクライアントを持つが、特に不動産・建設分野は他の大手法人を圧倒し、情報・小売・商社に比較的弱い。
- かつて全日本空輸・日本航空の両方をクライアントとし空運業界を独占していたが、現在はいずれも監査人を移している（前者はトーマツ、後者はあずさ）。一方で公会計への強みから高速道路業界（NEXCO3社・首都高・阪神高速）は今なお独占を続けている。
- みすず監査法人の解散後長らく業務収入トップの監査法人であったが、2018年6月期において初めてトーマツを下回った。一方で新日本は非監査業務に係る報酬の割合が低く、監査報酬のみでは依然として業界最多である。
- センチュリーの前身である中堅の栄光監査法人が北海道を地盤としていたこともあり、一時は在札企業をほぼ独占していた。現在は北洋銀行・ニトリ・ツルハ・雪印メグミルク等の主要企業が他法人へ移ったものの、依然として北海道には強い地盤を持つ。
- 製造業に強いことから地方工場が多く集積する東北・北陸地方にも強いとされる。ただし宮城県内に関してはトーマツがやや優勢である。

## 経営成績の推移
人員数・社員数には、特定社員を含み、公認会計士・公認会計士試験合格者・会計士補のいずれにも該当しない職員を含まない。
| 決算期      | 業務収入       | うち監査報酬 （1項業務） | うち非監査報酬 （2項業務） | 営業利益     | 純利益       | 人員数 | うち 社員数 | 被監査会社数 | うち 金商法監査 |
| ----------- | -------------- | ------------------------ | -------------------------- | ------------ | ------------ | ------ | ----------- | ------------ | --------------- |
| 2011年6月期 | 959億4100万円  | 791億400万円             | 168億3600万円              | 41億1300万円 | 18億7500万円 | 4489人 | 654人       | 4076社       | 1136社          |
| 2012年6月期 | 929億7500万円  | 771億8100万円            | 157億9300万円              | 20億2800万円 | 5億700万円   | 4488人 | 639人       | 3960社       | 1110社          |
| 2013年6月期 | 925億800万円   | 763億5500万円            | 161億5300万円              | 3億1500万円  | 3億5200万円  | 4493人 | 637人       | 3887社       | 1079社          |
| 2014年6月期 | 964億900万円   | 770億1700万円            | 193億9100万円              | 1億7000万円  | 2億8400万円  | 4575人 | 631人       | 3975社       | 1069社          |
| 2015年6月期 | 929億7500万円  | 775億9700万円            | 215億7800万円              | 2億2700万円  | 10億9600万円 | 4581人 | 640人       | 4084社       | 1091社          |
| 2016年6月期 | 1064億8200万円 | 850億2400万円            | 214億5700万円              | 37億3800万円 | 2億7200万円  | 4481人 | 627人       | 3971社       | 1154社          |
| 2017年6月期 | 1000億3600万円 | 805億6100万円            | 194億7400万円              | 22億2700万円 | 3億8800万円  | 4312人 | 556人       | 3895社       | 1036社          |
| 2018年6月期 | 989億4100万円  | 830億8700万円            | 158億5400万円              | 18億2200万円 | 2億3700万円  | 4173人 | 540人       | 3889社       | 1010社          |
| 2019年6月期 | 992億9600万円  | 845億7500万円            | 147億2100万円              | 3億7500万円  | 2億8900万円  | 4125人 | 532人       | 3821社       | 1006社          |
| 2020年6月期 | 1020億500万円  | 860億100万円             | 160億400万円               | 4億1900万円  | 2億5800万円  | 4142人 | 537人       | 3709社       | 996社           |
| 2021年6月期 | 1040億3700万円 | 887億600万円             | 153億3100万円              | 6億2100万円  | 3億5500万円  | 4186人 | 523人       | 3681社       | 954社           |
| 2022年6月期 | 1064億3100万円 | 896億6600万円            | 167億6500万円              | 2億8600万円  | 4億3200万円  | 4184人 | 522人       | 3735社       | 918社           |
| 2023年6月期 | 1095億300万円  | 925億2500万円            | 169億7700万円              | 6300万円     | 3億7300万円  | 4284人 | 533人       | 3712社       | 879社           |
| 2024年6月期 | 1152億2300万円 | 961億200万円             | 191億2100万円              | 5700万円     | 6億3400万円  | 4397人 | 535人       | 3745社       | 871社           |

- 株式会社東芝から受けた監査報酬（連結子会社含む）は、2015年6月期が10.25億円であったのに対し2016年6月期は53.42億円（うち過年度訂正分28.84億円）であった。
- 2016年6月期にて、株式会社東芝の監査証明業務に関する課徴金21億1100万円を特別損失に計上している。
- 2017年1月よりアドバイザリー事業をEYアドバイザリー・アンド・コンサルティング株式会社（EYACC）へ移管し、アシュアランス業務特化の法人となった[3]。ゆえに、法人単体としての非監査報酬及び人員数は大きく減少している。

## 沿革

### 「太田昭和」の系譜
新日本監査法人の直接の前身は太田昭和監査法人であり、今でも「太田昭和」の名で馴染んでいる人も多い著名な監査法人である。太田昭和の「太田」側の母体を築いた太田哲三は、一橋大学名誉教授で会計学者として名を馳せた人物であり、大学退職後に公認会計士資格を取得し、初代日本公認会計士協会会長に就任。当時まだ日本に根付いていなかったアメリカ合衆国の公認会計士制度の普及を図り、現在の会計監査システムの基礎を作り上げた。業界内では会計学の礎ともされており、山陽特殊製鋼倒産事件を機に組織的監査の必要性が唱えられると、1967年（昭和42年）1月19日には監査法人第一号として監査法人太田哲三事務所を設立している。設立当初の規模は社員8名・公認会計士有資格者12名であった。その翌年には等松・青木監査法人や監査法人中央会計事務所といった全国規模の監査法人が設立されているが、太田哲三事務所も同年11月に全国規模の法人とするため拡充を行っており、設立3年後の1970年（昭和45年）3月末には社員36名・使用人88名・クライアント数106社の法人となっている（なお、クライアント数の順位は中央・朝日・等松青木・昭和に次ぎ5番目であった）。海外提携先は当時「Big8」と呼ばれていた会計事務所の一角、アーンスト・アンド・ウィニーであり、日本に直接進出せず提携方式をとり太田哲三事務所へ部門吸収されている。
一方、太田昭和の「昭和」側である昭和監査法人は富島一夫によって1969年（昭和44年）に設立された法人であるが、前身法人である監査法人富島会計事務所を解散し新たな参加者を加えて再設立したものであり、実質的には全国で3番目の設立である。1970年（昭和45年）3月末時点で社員24名・使用人59名・クライアント数112社と当初より大手監査法人の一員であり、海外提携先は「Big8」の一角、ピート・マーウィック・ミッチェルであった。
太田と昭和の両者は、旧公社民営化に端を発する1980年代半ばの監査法人再編の動きのなか合併を決めた。朝日新和に次ぐ2例目の大型合併となり、とりわけ大手法人同士の合併は初となった。合併時の規模は総人員数1,269名、顧客数1,260社で当時国内最大であったが、翌年の等松・青木監査法人と監査法人サンワ事務所の合併によって間もなく国内最大の地位を明け渡すことになる。なお太田と昭和は前述の通り異なる海外事務所と提携していたが、両者ともに提携関係を維持する方針とした。この二重提携は2003年（平成15年）まで続くこととなる。
1989年（平成元年）にはメインの提携先であったアーンスト・アンド・ウィニーがBig8の一角であったアーサー・ヤングを救済合併し、アーンスト・アンド・ヤング（EY）となった。立場の弱い側に追いやられたアーサー・ヤングと提携していた大手の監査法人朝日新和会計社はこの合併の影響で国際業務に著しい不利益を被ることとなったため、打開策として太田昭和と朝日新和の合併が水面下で検討された。当時朝日新和は約290社・太田昭和は約260社の上場企業をクライアントとしており、両者が合併すると当時最大規模であった中央新光監査法人の約1.6倍の規模となる見込みであった。しかし許認可権を持つ大蔵省（当時）は監査業界の寡占化に難色を示しこれを承認せず、1991年（平成3年）に断念へと至った。結局、朝日新和は1993年（平成5年）アーンスト・アンド・ヤングとの提携を解消し、アーサー・アンダーセンと新たに提携することとなった。

### 「センチュリー」の系譜
1985年（昭和60年）10月、太田と昭和の合併と同時に3つの中堅監査法人の合併報道が世間の注目を浴びた。いずれも最初期に設立された法人であり、またいずれも実質的に一つの企業グループを監査するための法人であった。つまり、監査法人第一監査事務所は第一勧銀グループを、日新監査法人は松下グループを、武蔵監査法人は日立グループを、それぞれほぼ専属で監査していた。これらは海外提携先がピート・マーウィック・ミッチェルであった点も共通しており、企業グループの拡大や国際業務・IT化に対応するため、またスケールメリット享受のため太田昭和合併の翌年に合併を決め、センチュリー監査法人となった。更に翌1987年（昭和62年）には北海道の企業に強い栄光監査法人を吸収。常勤公認会計士数277名・クライアント数627社・業務収入40億円という他の大手法人に比肩する規模まで成長し、報道等でも「第五勢力」として扱われるようになった。スケールと地盤を獲得した流れで、国鉄民営化に際しては北海道旅客鉄道をクライアントとして獲得している（一方で太田昭和は西日本旅客鉄道を獲得）。
1989年（平成元年）、海外提携先のピート・マーウィック・ミッチェルはBig8に次ぐヨーロッパ地盤の会計事務所、クラインベルト・メイン・ゲルデラーと合併しKPMGとなる。これに合わせて翌年にはピート・マーウィック・ミッチェルが国内提携のため設立した日本法人の港監査法人を吸収、国外への業務拡大の弾みとなった。

### 2大手法人の合併とその後
海外の会計事務所はしばらく六大会計事務所（Big6）体制で落ち着いていたが、1997年（平成9年）9月になり、そのうちのプライス・ウォーターハウスとクーパース・アンド・ライブランドの合併計画が報じられた。これに触発される形で、翌10月20日には提携先であったEYとKPMGの合併計画が急浮上、正式決定までなされた。
前者については国内でも中央監査法人と青山監査法人の合併検討が直ちに始められた。また結果として米国・欧州での合併認可を取りつけ1998年（平成10年）に2つの会計事務所は合併、プライスウォーターハウスクーパース（PwC）となる。これに続き国内でも、一度は延期されたものの2000年（平成12年）に中央と青山は合併を決め中央青山監査法人となった。一方後者について、太田昭和監査法人は昭和監査法人からの流れでKPMGとも提携はしていたが、KPMGの日本におけるメインの提携先はセンチュリー監査法人である。ここに太田昭和とセンチュリーの合併交渉が開始され、期日を1998年（平成10年）7月1日に据えたものの、EYとKPMGの合併は同年初頭に早くも破断へ至った。しかしながら国内での合併交渉は継続され、2000年（平成12年）に中央青山監査法人の成立と同タイミングで太田昭和とセンチュリーは合併、監査法人太田昭和センチュリーが成立するのである。
両者の合併契約締結がスムーズに進行した背景として、国内において大手金融機関をはじめクライアント同士の大型合併が当時相次いでいたこと、特に富士銀行（太田昭和が担当）・第一勧業銀行（センチュリーが担当）・日本興業銀行（中央が担当）の3行合併により監査人が絞られ、各法人にとって重大な影響をもたらすことが懸念されていたことがあった。新たに設立されるメガバンク（現・みずほフィナンシャルグループ）を巡り3法人間での駆け引きが行われ、太田昭和とセンチュリーはメガバンク繋ぎ止めのために兼ねてより進められていた合併交渉が有利に働くとみて、グローバルファームの合併破談に反して積極的な動きを見せた。これが功を奏しメガバンクは太田昭和とセンチュリーの合併後の監査法人に残ることとなった。
この合併によってKPMGの提携先は監査法人太田昭和センチュリー（2001年より新日本監査法人）のみとなったが、法人の主軸は太田昭和の側にあり、メイン提携先はEYであったため、海外関連業務等もEYが主導となり、KPMGは日本での業務拡大に支障をきたすこととなった。一方、同時期に発生したエンロン事件により同社を担当していたアーサー・アンダーセンが解散に追い込まれ、提携していた朝日監査法人も新たな提携先を探す必要性に迫られることとなった。ここに両者の利害関係は一致し、またアンダーセンがKPMGと監査部門の身売り交渉を開始したこともあり、朝日はKPMGを提携先に選定。それに呼応する形でKPMG部門（旧センチュリー系）の多くが新日本監査法人から切り離され、あずさ監査法人として独立し朝日と合併した。
新日本監査法人は2003年（平成15年）3月末でKPMGとの提携を解消し、海外提携をEYに一本化した。これにより国内の大手監査法人と海外の大手会計事務所とのねじれ提携関係は解消された。一方で多くの大口クライアントがあずさへ移動したため業務収入は大幅に減少することとなった。しかしその4年後、2007年（平成19年）に解散に追い込まれたみすず監査法人 のうち、東京事務所の会計士の大半がクライアントとともに新日本へ移ったため、業務収入は1.5倍へ一転して大幅増加することとなり、国内最大規模の監査法人となった。この際にトーマツやあずさは人員やクライアントの誘致へ向け一定の働きかけを行ったのに対し、新日本は当時の公認会計士協会会長藤沼亜起の出身であった都合上特段の働きかけを行わなかったが、みすずの会計士の多くは自発的に新日本へ移ることを選択した。

### 年表
- 1967年（昭和42年）1月 - 太田哲三（一橋大学名誉教授）が日本で最初の監査法人として、監査法人太田哲三事務所設立。
- 1967年（昭和42年）10月 - 富島一夫が監査法人富島会計事務所を設立。
- 1969年（昭和44年）3月 - 監査法人第一監査事務所設立。
- 1969年（昭和44年）12月 - 富島一夫が監査法人富島事務所を解体再組織し、昭和監査法人設立。
- 1970年（昭和45年）11月 - 日新監査法人設立。
- 1971年（昭和46年）9月 - 武蔵監査法人設立。
- 1984年（昭和59年）7月 - 監査法人太田哲三事務所がアーンスト・アンド・ウィニーの国際部を吸収しメンバーファームとなる[6]。
- 1985年（昭和60年）8月 - ピート・マーウィック・ミッチェルが日本における現地法人として港監査法人を設立。
- 1985年（昭和60年）10月 - 監査法人太田哲三事務所と昭和監査法人が合併し太田昭和監査法人となる。
- 1986年（昭和61年）1月 - 第一監査事務所、日新、武蔵の3法人が合併しセンチュリー監査法人となる。
- 1987年（昭和62年）4月 - 監査法人榮光会計事務所がセンチュリー監査法人に合流。
- 1989年（平成元年）1月 - ピート・マーウィック・ミッチェルがクラインベルト・メイン・ゲルデラーと合併、KPMGとなる。
- 1989年（平成元年）10月 - アーンスト・アンド・ウィニーがアーサー・ヤングと合併、アーンスト・アンド・ヤングとなる。
- 1990年（平成2年）7月 - 港監査法人がセンチュリー監査法人に合流。
- 1992年（平成4年）7月 - 陽光監査法人がセンチュリー監査法人に合流。
- 2000年（平成12年）4月 - 太田昭和監査法人とセンチュリー監査法人が統合し監査法人太田昭和センチュリーとなる。
- 2001年（平成13年）7月 - 監査法人テイケイエイ飯塚毅事務所と高千穂監査法人が合流し名称を新日本監査法人に改称。
- 2003年（平成15年） - KPMG部門を分離し、（旧）あずさ監査法人を設立。（旧）あずさ監査法人は朝日監査法人と合併し（新）あずさ監査法人となる。これにより海外提携ファームのアーンスト・アンド・ヤングとKPMGとのダブルファーム状態を解消。
- 2005年（平成17年）7月 - 監査法人大成会計社を吸収。
- 2007年（平成19年）8月 - みすず監査法人から業務移管を受け、国内最大規模の監査法人となる。
- 2008年（平成20年）7月 - 日本で最初の有限責任監査法人として、新日本有限責任監査法人となる。
- 2015年（平成27年）12月 - 金融庁より一部業務停止処分を含む行政処分を受ける。
- 2017年（平成29年）1月 - EY Japanの本部機能が独立してEYジャパン合同会社として設立された。
- 2018年（平成30年）2月 - 本部・東京事務所を日比谷国際ビルから東京ミッドタウン日比谷に順次移転[7]。
- 2018年（平成30年）7月1日 - 名称をEY新日本有限責任監査法人に改称。

### 歴代理事長
| 代 | 氏名     | 期間                  | 備考                                                               |
| -- | -------- | --------------------- | ------------------------------------------------------------------ |
| 1  | 竹山健二 | 2001年7月 - 2003年4月 | 大阪市立大学商学部卒、監査法人太田昭和センチュリー理事長から横滑り |
| 2  | 水嶋利夫 | 2004年5月 - 2008年7月 | 中央大学経済学部卒                                                 |
| 3  | 加藤義孝 | 2008年8月 - 2014年6月 | 東北大学経済学部卒                                                 |
| 4  | 英 公一  | 2014年7月 - 2016年1月 | 慶應義塾大学経済学部卒、東芝事件により辞任                         |
| 5  | 辻 幸一  | 2016年2月 - 2019年6月 | 中央大学商学部/早稲田大学大学院経済学研究科修了                    |
| 6  | 片倉正美 | 2019年7月 -           | 明治大学経営学部卒、現職                                           |

## 出来事
職員によるインサイダー取引
2008年3月2日、2007年まで所属していた同法人の公認会計士が、在職中にインサイダー取引をした疑いがあるとして、証券取引等監視委員会に調査されていることが新聞報道により報道された。
これを受けて、同法人は翌日午前、記者会見において、インサイダー取引の事実があったことを認める内部調査の結果を発表した。これに対し、金融庁は証券取引等監視委員会の勧告に基づき、課徴金納付命令と、公認会計士の懲戒処分を行うと共に、新日本監査法人（当時）に対して法令遵守及び教育研修体制を含む監査法人の運営に関する改善策について報告徴求を行った。
リーマン事件による民事訴訟
海外提携ファームのアーンストアンドヤングに対し、アメリカ合衆国ニューヨーク州が詐欺容疑で民事訴訟を起こした。
「反IFRS」の政界ロビイング疑惑
2011年8月、役員（パートナー）の一部が顕名論文 で日本への国際会計基準の導入に反対しているかのような政界活動を援助している、と現代ビジネスが報じた。この記事に関して同法人は、事実ではないとして同社サイトにて記事内容を否定している。
オリンパス事件
2012年7月6日、金融庁より業務改善命令を受けた。これはオリンパスの監査証明に関して、監査契約受嘱における法人としての組織的な監査を実施するための仕組みが十分に機能していなかったことによる。
東芝の粉飾決算事件
2015年7月20日、第三者委員会の報告書により、経営トップの関与による2009年3月期から2014年4 - 12月期で計1,518億円の利益を水増しする粉飾決算を行っていたことが報告された。この一連の不祥事、つまり不正会計処理を「長年にわたって見逃した」として、2002年度から東芝の監査を担当し（それ以前は中央青山監査法人が担当）、しかも先述のオリンパス事件でもオリンパスの粉飾決算を見抜けなかった、新日本監査法人の監査機能に批判の声が挙がり、同年9月には金融庁および監査審査会の立ち入り検査を受けた。
上記の監査作業の実態調査の結果、内部手続きの形骸化や不審点への追及不足といった問題が判明し、2015年12月22日に金融庁から「課徴金21億円」「3カ月の新規業務の受付停止」「公認会計士法に基づく業務改善命令及び（東芝を担当していた7人の）公認会計士に対する1カ月～6カ月の業務停止措置」の3つの行政処分を受けた。これらの処分を受けて、理事長の英 公一が辞任、また東芝以外の監査に関しても「運営が著しく不当なものと認められた」として、他社の監査業務にも今回の行政処分を同時に受けている。
この事件を受け、2016年6月30日をもって東芝との監査契約を解除した。東芝は後任監査人にPwCあらた監査法人を起用し、5年ごとに監査法人を見直すことを検討することとした。なお、2016年6月末にて同法人との契約を解除した東京証券取引所上場企業は、東芝を含め38社に上っている。うち直近の監査報酬が1億円を超す大口クライアントは6社（PwCあらた：東芝・東芝テック・王子HD・トランスコスモス、あずさ：富士フイルムHD、トーマツ：ANAHD）である。

## 関係会社
- EY Japan
- EYストラテジー・アンド・コンサルティング（株）
- EY税理士法人
- EYトランザクション・アドバイザリー・サービス（株）
- EY弁護士法人
- EY総合研究所（株）
- EY新日本サステナビリティ（株）
- EY新日本クリエーション（株）
- EYソリューションズ（株）
- EYビジネスイニシアティブ（株）
- EYリアルエステートアドバイザーズ（株）